# Tomasz Rosiński
Tomasz Rosiński (ur. 24 lutego 1984 w Ostrowie Wielkopolskim) – polski piłkarz ręczny, środkowy rozgrywający.

## Kariera sportowa
Początkowo występował w MOSiR-ze Zabrze, w barwach którego zdobył w sezonie 2002/2003 177 bramek w Ekstraklasie. W latach 2003–2005 grał w Śląsku Wrocław, będąc w sezonie 2004/2005 jego najlepszym strzelcem (rzucił 143 gole). W 2005 przeszedł do Vive Kielce. W maju 2006, po ostatnim spotkaniu sezonu 2005/2006, wykryto u niego norandosteron. Ukarany został dwuletnią dyskwalifikacją, skróconą następnie do jednego roku. W sezonie 2008/2009 zajął 2. miejsce w klasyfikacji najlepszych strzelców Ekstraklasy (zdobył 166 bramek). Oprócz licznych sukcesów na arenie krajowej, wraz z kielecką drużyną dwukrotnie zajął 3. miejsce w Lidze Mistrzów. Łącznie w rozgrywkach LM rzucił w ciągu sześciu sezonów 137 goli. W latach 2015–2016 był zawodnikiem Chrobrego Głogów.
W reprezentacji Polski zadebiutował 20 grudnia 2005 w meczu towarzyskim ze Słowacją (30:25), w którym zdobył pięć goli. W 2010 wystąpił na mistrzostwach Europy w Austrii, zdobywając w ośmiu spotkaniach 17 bramek. Uczestniczył również w mistrzostwach świata w Szwecji (2011), podczas których rozegrał dziewięć meczów i rzucił osiem goli. Ostatni raz w barwach narodowych zagrał 2 listopada 2013 w spotkaniu ze Szwecją (29:28), w którym zdobył pięć bramek.
Karierę sportową zakończył latem 2016. Przyczyniły się do tego liczne kontuzje, przede wszystkim kolana, przez które w trakcie czynnego uprawiania piłki ręcznej przeszedł dwanaście operacji (pierwszą w wieku 18 lat, będąc graczem MOSiR-u Zabrze). Po raz ostatni w Superlidze wystąpił we wrześniu 2015 w barwach Chrobrego Głogów w meczu z Gwardią Opole (23:23; zdobył cztery bramki), w którym zerwał więzadła krzyżowe przednie i uszkodził łąkotkę przyśrodkową.
Po zakończeniu kariery został komentatorem nc+. W październiku 2016 dołączył do sztabu szkoleniowego żeńskiego klubu Olimpia-Beskid Nowy Sącz. Jest ekspertem i komentatorem serwisu streamingowego Viaplay Polska podczas Mistrzostwa Świata w Piłce Ręcznej Mężczyzn, odbywających się w styczniu 2023 w Polsce i w Szwecji.

## Życie prywatne
Żonaty z piłkarką ręczną Martą Rosińską.

## Sukcesy
Vive Kielce
- Mistrzostwo Polski: 2009, 2010, 2012, 2013, 2014, 2015
- Puchar Polski: 2006, 2009, 2010, 2011, 2012, 2013, 2014, 2015
- 3. miejsce w Lidze Mistrzów: 2013, 2015

Indywidualne
- Najlepsza siódemka Ekstraklasy w sezonie 2008/2009[13]
- 2. miejsce w klasyfikacji najlepszych strzelców Ekstraklasy: 2008/2009 (166 bramek; Vive Kielce)[6]